# Hauenreuth (Bindlach)
Hauenreuth ist ein Gemeindeteil der Gemeinde Bindlach im Landkreis Bayreuth (Oberfranken, Bayern). Hauenreuth liegt in der Gemarkung Ramsenthal.

## Geografie
Der Weiler liegt am nördlichen Talhang des Bremermühlbachs, eines linken Zuflusses der Trebgast. Die Kreisstraße BT 14 führt nach Haselhof (1 km südwestlich) bzw. nach Heinersgrund (0,7 km nordöstlich).

## Geschichte
1314 war Hauenreuth im Besitz von Tuto von Hertenberg. Zwischen 1336 und 1344 erwarben die Nürnberger Burggrafen den Ort. Ab 1468 besaßen die Herren von Rorer den Ort.
Gegen Ende des 18. Jahrhunderts bestand Hauenreuth aus vier Anwesen. Die Hochgerichtsbarkeit stand dem bayreuthischen Stadtvogteiamt Bayreuth zu. Die Dorf- und Gemeindeherrschaft hatte das Hofkastenamt Bayreuth. Die Hofkanzlei Bayreuth war Grundherr der vier Halbhöfe.
Von 1797 bis 1810 unterstand der Ort dem Justiz- und Kammeramt Bayreuth. Mit dem Gemeindeedikt wurde Hauenreuth dem 1812 gebildeten Steuerdistrikt Ramsenthal und der zugleich gebildeten Ruralgemeinde Ramsenthal zugewiesen. Am 1. Mai 1978 wurde Hauenreuth nach Bindlach eingemeindet.

### Einwohnerentwicklung
| Jahr      | 001819 | 001822 | 001861 | 001871 | 001885 | 001900 | 001925 | 001950 | 001961 | 001970 | 001987 |
| Einwohner | 24     | 29     | 39     | 41     | 38     | 47     | 50     | 72     | 51     | 40     | 32     |
| Häuser    |        | 4      |        |        | 7      | 7      | 8      | 10     | 9      |        | 8      |
| Quelle    | [ 10 ] | [ 7 ]  | [ 11 ] | [ 12 ] | [ 13 ] | [ 14 ] | [ 15 ] | [ 16 ] | [ 17 ] | [ 18 ] | [ 1 ]  |

## Religion
Hauenreuth ist seit der Reformation evangelisch-lutherisch geprägt und nach St. Bartholomäus (Bindlach) gepfarrt.